# Otokar Walter st.
Otokar Walter st. (15. srpna 1862 Staré Benátky – 9. června 1933 Plzeň) byl český sochař a štukatér.

## Život
Narodil se ve Starých Benátkách v rodině truhlářského mistra Václava Waltra. Pocházel s osmi sourozenců. V roce 1888 se oženil s Antonií Kunešovou.. Byl otcem plzeňského sochaře Otokara Waltra ml. Je pochován na plzeňském ústředním hřbitově, oddělení 31.

## Dílo
- Podíl na výzdobě Měšťanské besedy v Plzni
- Výzdoba divadla J. K. Tyla v Plzni
- Výzdoba Západočeského muzea v Plzni (spolu s Celdou Kloučkem a J. Drahoňovským)
- Bronzová pamětní deska na Koterovské třídě čp. 40 v Plzni (1919) (součást památníku dětí zastřelených zde 21. června 1918)
- Pomník obětí stávky horníků v Nýřanech (postaven roku 1920, zničen roku 1938 Němci)